# 아르바트 거리

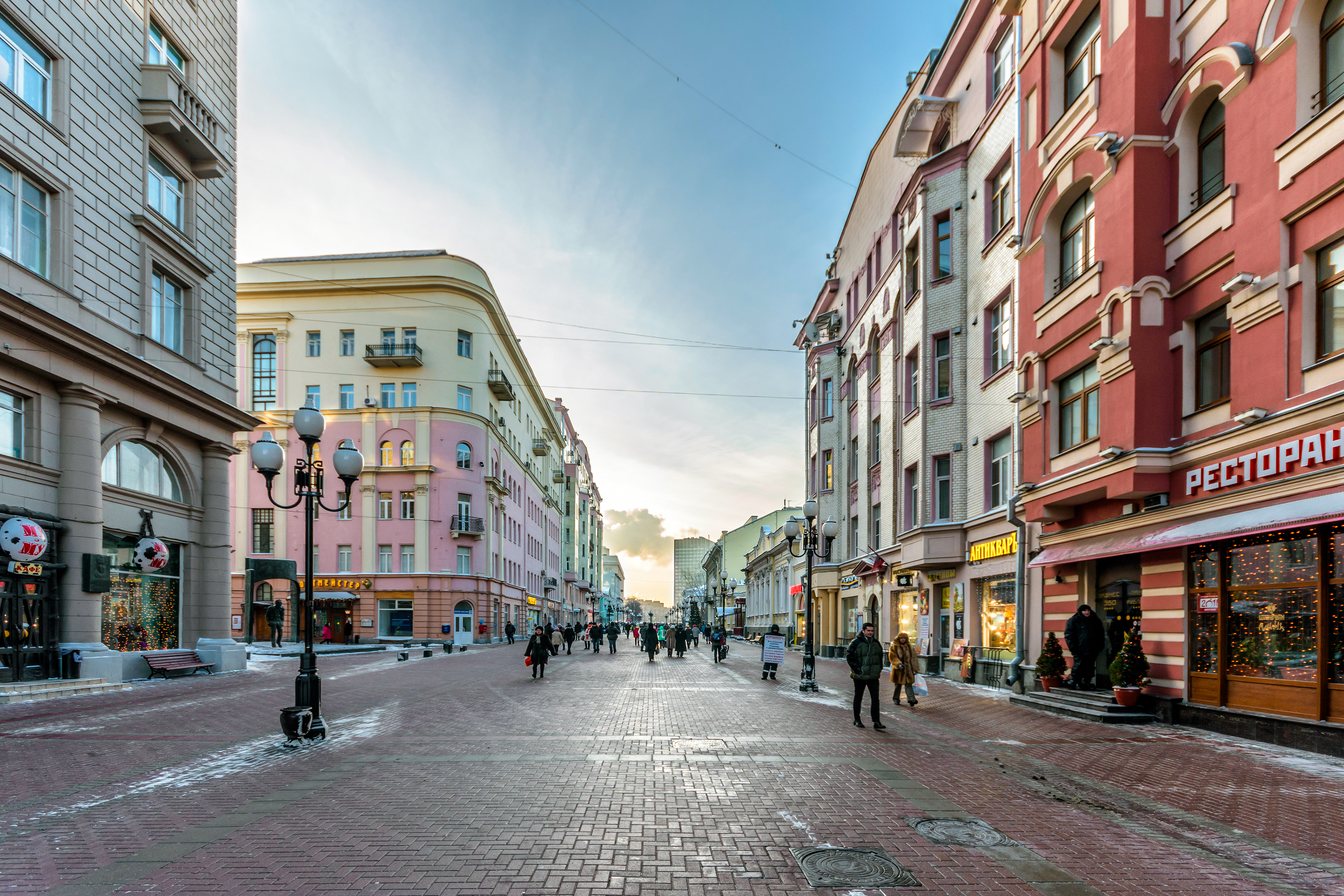

아르바트 거리(러시아어: Арба́т), 아르바뜨 거리는 러시아 모스크바의 역사적 중심지에서 약 1킬로미터 떨어진 보행자 거리이다.
러시아의 위대한 작가인 푸시킨, 레르몬토프, 투르게네프 등이 어린 시절을 보낸 곳이기도 한 아르바트 거리는 마치 대한민국의 대학로처럼 현재 모스크바에서 젊은이들이 가장 많이 붐비는 곳이다. 1970년대에 새로 생긴 신아르바트 거래는 모스크바의 가장 번화한 곳 중 하나이며, 반면 구아르바트는 소규모 악단이 연주를 하고 있는가 하면 무명화가들이 그림을 그려주기도 하는 등 러시아의 문화적인 면들을 흠뻑 느낄 수 있는 곳이기도 하다. 1990년대 초 사망한 러시아 젊은이들의 우상, 빅토르 최를 기념하는 초이 벽도 구아르바트 거리의 한켠을 차지하고 있다.

## 같이 보기
- 아자부주반